# Euphaedra ceroides
Euphaedra ceroides är en fjärilsart som beskrevs av Jacques Hecq 1979. Euphaedra ceroides ingår i släktet Euphaedra och familjen praktfjärilar. Inga underarter finns listade i Catalogue of Life.